# Charlotte Britz
Pour les articles homonymes, voir Britz.
Charlotte Britz, née le 27 février 1958 à Ottweiler (Allemagne de l'Ouest) est une femme politique allemande, bourgmestre de Sarrebruck de 2004 à 2019. 

## Mandats
Charlotte Britz rejoint le SPD en 1974. Elle est élue bourgmestre de Sarrebruck contre son rival de la CDU Josef Hecken au 2e tour (celui-ci avait remporté le premier tour) le 1er octobre 2004.
Le 6 mai 2010, elle est élue présidente de l'Eurodistrict SaarMoselle.
Le 12 février 2019, la fondation City Mayors annonce que Charlotte Britz est arrivée deuxième du classement du World Mayor Award, ex æquo avec Nathalie Appéré (maire de Rennes), Beng Climaco (en) (maire de Zamboanga) et Ros Jones (en) (maire de Doncaster),. 